# Битва при горе Селевк
Би́тва при горе́ Селе́вк — сражение, произошедшее 10 августа 353 года между войсками узурпатора Магненция и императора Констанция II.
После тяжелых потерь, понесённых после битвы при Мурсе, узурпатор Магненций сумел продержаться в Галлии, куда он отступил, ещё два года. В 353 году Констанций II провел свои войска через проход в Коттских Альпах и разгромил Магненция в кровопролитном сражении 3 июля при горе Селевк. Галлия и Италия вернулись под власть императора. Магненций бежал в Лугдун, где он был 10 или 11 августа покончил с собой. Его брат, Магн Деценций, хотевший помочь своему брату, повесился в Сенонах, узнав о смерти брата.